# Sébastien Boboul
Pas d'image ? Cliquez ici

a Compétitions nationales et continentales officielles uniquement.

Dernière mise à jour le 29 juillet 2023.
Sébastien Boboul, né le 13 septembre 1981 à Clermont-Ferrand (Puy-de-Dôme), est un joueur français de rugby à XV qui évolue au poste d'arrière.
Il commence sa carrière de joueur professionnel à l'AS Montferrand puis passe la majeure partie de sa carrière à l'Atlantique Stade rochelais de 2004 à 2012.
Après sa carrière de joueur, il devient entraîneur des espoirs puis en équipe première du Stade rochelais 

## Biographie
Sébastien Boboul naît à Clermont-Ferrand dans le département du Puy-de-Dôme en France.
À l'âge de sept ans, il commence la pratique du rugby à XV à l'AS Montferrand, club dont sa famille est supportrice. Par la suite, il intègre le centre de formation du club puis fait quelques apparitions avec l'effectif professionnel entre 2002 et 2004,.
De 2004 à 2012, il joue pour l'Atlantique Stade rochelais.
Après sa retraite en tant que joueur professionnel, il devient en 2012 entraîneur des lignes arrière des espoirs du Stade rochelais. En parallèle, il continue de jouer en amateur au SA Rochefort.
En 2021, il devient entraîneur des lignes arrière de l'équipe professionnelle auprès du manager Ronan O'Gara.

## Palmarès

### Joueur
- Finaliste du Championnat de France de Pro D2 en 2007 avec l'Atlantique Stade rochelais.

### Entraîneur
- Vainqueur du Championnat de France espoirs en 2019 avec le Stade rochelais.
- Vainqueur de la Coupe d'Europe/Champions Cup en 2022 et 2023 avec le Stade rochelais.
- Finaliste du Championnat de France en 2023 avec le Stade rochelais.

#### Bilan
| Saison      | Club            | Division | Poste    | Classement                 | Coupe d'Europe/Champions Cup | Challenge européen |
| ----------- | --------------- | -------- | -------- | -------------------------- | ---------------------------- | ------------------ |
| 2021 - 2022 | Stade rochelais | Top 14   | Arrières | 5e, éliminé en barrages    | Vainqueur                    | -                  |
| 2022 - 2023 | Stade rochelais | Top 14   | Arrières | Finaliste                  | Vainqueur                    | -                  |
| 2023 - 2024 | Stade rochelais | Top 14   | Attaque  | 5e, éliminé en demi-finale | éliminé en quart de finale   | -                  |